# Ignaz Josef Pleyel
Ignaz Josef Pleyel, avstrijski skladatelj in lastnik tovarne klavirjev, * 18. junij 1757, Ruppersthal pri Kremsu na Donavi, † 14. november 1831, pri Parizu.
Pleyel je bil najljubši učenec Josepha Haydna. Prvo zaposlitev je našel kot dirigent dvornega orkestra ogrskega velikaša grofa Erdödyja, leta 1783 pa je odšel v Francijo. Naselil se je v Strasbourgu, kjer je postal pomočnik kapelnika v katedrali, enega od mojstrov mannheimske šole F. X. Richterja, ob njegovi smrti leta 1789 pa je sam postal kapelnik. Leta 1789 je revolucionarni konvent razpustil cerkveno hierarhijo v Franciji in ukinil cerkveno glasbo. Pleyel si je našel delo v Londonu. S pomočjo pianista Wilhelma Cramerja je organiziral in vodil koncertni abonma ter s tem obogatel. Po vrnitvi v Francijo si je kupil veliko hišo. Med vladavino terorja leta 1793 je šlo Pleyelu kot tujcu v Franciji za nohte in svojo lojalnost novi domovini je dokazal tako, da je zložil nekaj revolucionarnih koračnic. Leta 1795 se je preselil v Pariz, kjer je leta 1797 ustanovil glasbeno založbo Maison Pleyel, ki je v štiridesetih letih izdala skoraj 4000 del, med drugim Beethovnove, Boccherinijeve, Clementijeve in Dussekove skladbe. Leta 1807 je skupaj s sinom Camillom ustanovil tovarno klavirjev, ki deluje še danes. Tvrdka Pleyel je med drugim upravljala znamenito pariško dvorano Pleyel, v kateri je nastopal Frédéric Chopin, ki je bil pravzaprav hišni pianist firme. Dvorana je še danes eno od svetovnih svetišč glasbene umetnosti. Pleyel se je v zadnjih letih zavedal, da ga je kot skladatelja čas povozil. Danes je znan kot mojster didaktične glasbe, njegove številne simfonije, godalni kvarteti in koncerti pa skoraj nikoli ne zaidejo na koncertne odre. Vendar je bil okoli leta 1790, ko se je Haydn že umaknil, Beethoven pa še ni zaslovel, najbolj priljubljen in cenjen evropski skladatelj.